# Tamás Bánusz
Tamás Bánusz (* 8. April 1989 in Mohács) ist ein ungarischer Schach-Großmeister.
Bánusz spielte in der NB I. Szabó László, der höchsten ungarischen Mannschaftsliga, von 2002 bis 2008 für Aquaprofit NTSK (bis 2006 Nagykanizsa TSK), mit dem er 2007 ungarischer Mannschaftsmeister wurde. In der Saison 2011/12 spielte er für Szombathelyi MÁV Haladás VSE, seit 2012 spielt er erneut für Aquaprofit NTSK und wurde 2013, 2014, 2015, 2016, 2017, 2018, 2019 und 2020 ungarischer Mannschaftsmeister. In der deutschen Schachbundesliga ist Bánusz seit der Saison 2011/12 beim SV 1930 Hockenheim gemeldet, in der slowakischen Extraliga spielt er seit der Saison 2015/16 für den ŠK Slovan Commander Bratislava. Seit der Saison 2015/16 spielt er in der österreichischen Bundesliga für den SK Ottakring, in der spanischen División de Honor spielte er von 2016 bis 2019 für Club Ajedrez Jaime Casas, in der dänischen Skakligaen seit 2018 für das Team Xtracon Køge, mit dem er 2019 und 2020 Meister wurde.
Bánusz siegte oder belegte vordere Plätze in einigen Turnieren: 2. Platz beim Turnier First Saturday FM in Budapest (Juni 2001), 3. Platz beim Schneider Memorial in Budapest (2003), 2. Platz beim IM-Turnier in Balatonlelle (2004) und 1. Platz bei der ungarischen U-18 Meisterschaft (2005). Mit der ungarischen Nationalmannschaft nahm er an der Mannschaftseuropameisterschaft 2013 in Warschau teil.
Bánusz trägt seit 2005 den Titel Internationaler Meister und seit 2011 den Großmeister-Titel. Die Erfüllung der GM-Normen: 4. Platz mit 7 Punkten aus 9 Partien beim XXIV Open Internacional Vila de Sitges (2008), 3. Platz mit 6,5 Punkten aus 9 Partien beim Balaton International Chess Festival Open in Balatonlelle (2009) und 2. Platz mit 7 Punkten aus 9 Partien beim Turnier First Saturday GM in Budapest (Oktober 2010).